# Krugiodendron
Krugiodendron ist eine Gattung aus der Familie der Kreuzdorngewächse (Rhamnaceae). Sie enthält nur zwei Arten.

## Beschreibung
Krugiodendron sind immergrüne Sträucher oder Bäume, deren Blätter gegen- bis wechselständig angeordnet sind. Die zwittrigen und fünfzähligen Blüten mit einfacher Blütenhülle stehen achselbürtig oder endständig in kurzen Zymen. Es ist ein kleiner Blütenbecher vorhanden. Die Kronblätter fehlen, die Kelchblätter sind klappig. Der Diskus liegt ringförmig um den Ansatz des mittelständigen und zweikammerigen Fruchtknotens. Der zweiästige Griffel ist kurz mit zwei Narben. Es sind kurze Staubblätter ausgebildet. Die Früchte sind meist einsamige Steinfrüchte, den Samen fehlt ein Endosperm.

## Verbreitung
Krugiodendron findet sich von Südflorida über Mexiko, in Teilen Zentralamerikas sowie in der Karibik.

## Systematik und botanische Geschichte
Die Gattung wurde anhand einer 1794 von Martin Vahl als Rhamnus ferrea erstbeschriebenen Art 1902 von Ignatz Urban erstbeschrieben. Der Name ehrt den deutschen Botaniker Carl Wilhelm Leopold Krug.
Krugiodendron galt als monotypisch bis zur Erstbeschreibung einer zweiten Art, Krugiodendron acuminatum, im Jahre 2003 durch José González Ramírez und Luis Poveda Álvarez. Bereits zuvor allerdings wurde die Gattung als revisionsbedürftig erachtet.
Krugiodendron wird innerhalb der Rhamnaceae in die Tribus Rhamneae gestellt. Die Gattung enthält zwei Arten:
- Krugiodendron acuminatum
- Krugiodendron ferreum

## Nachweise
1. 1 2 3  José González Ramírez, Luis Poveda Álvarez: Una segunda especie de Krugiodendron (Rhamnaceae) en el Neotrópico In: Lankesteriana Bd. 8, S. 16–18, 2003.
2. 1 2 3  D. Medan, C. Schirarend: Rhamnaceae In: Klaus Kubitzki (Hrsg.): The Families and Genera of Vascular Plants. Volume VI: Flowering Plants - Dicotyledons - Celastrales, Oxalidales, Rosales, Cornales, Ericales, 2004, ISBN 978-3-540-06512-8, S. 333.
3. ↑  David Gledhill: The Names of Plants. Fourth Edition, Cambridge Univ. Press, 2008, ISBN 978-0-521-86645-3, S. 226 eingeschränkte Vorschau in der Google-Buchsuche.
4. ↑   Lotte Burkhardt: Verzeichnis eponymischer Pflanzennamen. Botanic Garden and Botanical Museum Berlin, Freie Universität Berlin, Berlin 2016, ISBN 978-3-946292-10-4, doi:10.3372/epolist2016.